# Bionicum
Koordinaten: 49° 27′ 1″ N, 11° 8′ 24,4″ O
Das Bionicum ist ein Museum über Bionik (BIOlogie und TechNIK) im Tiergarten Nürnberg. Es setzt sich zusammen aus dem Besucherzentrum Ideenreich Natur und der Bionicum Forschung.
Das Bionicum befindet sich im Eingangsbereich des Tiergartens im Obergeschoss des denkmalgeschützten Naturkundehauses.
Das mit Mitteln des Bayerischen Umweltministeriums im Rahmen der Zukunftsinitiative „Aufbruch Bayern“ finanzierte Projekt wurde bis zum 1. Januar 2023 vom Bayerischen Landesamt für Umwelt (LfU) in Zusammenarbeit mit dem Tiergarten Nürnberg, der TH Nürnberg und der FAU Erlangen-Nürnberg koordiniert. Am 1. Januar 2023 übernahmen die Staatlichen Naturwissenschaftliche Sammlungen Bayerns (SNSB) die Koordination des Bionicums vom LfU. Das Bionicum ist seitdem eines von fünf Regionalmuseen der SNSB, neben dem Naturkunde-Museum Bamberg, dem Rieskrater-Museum, dem Jura-Museum und dem Urwelt-Museum Oberfranken.

## Bionicum Besucherzentrum

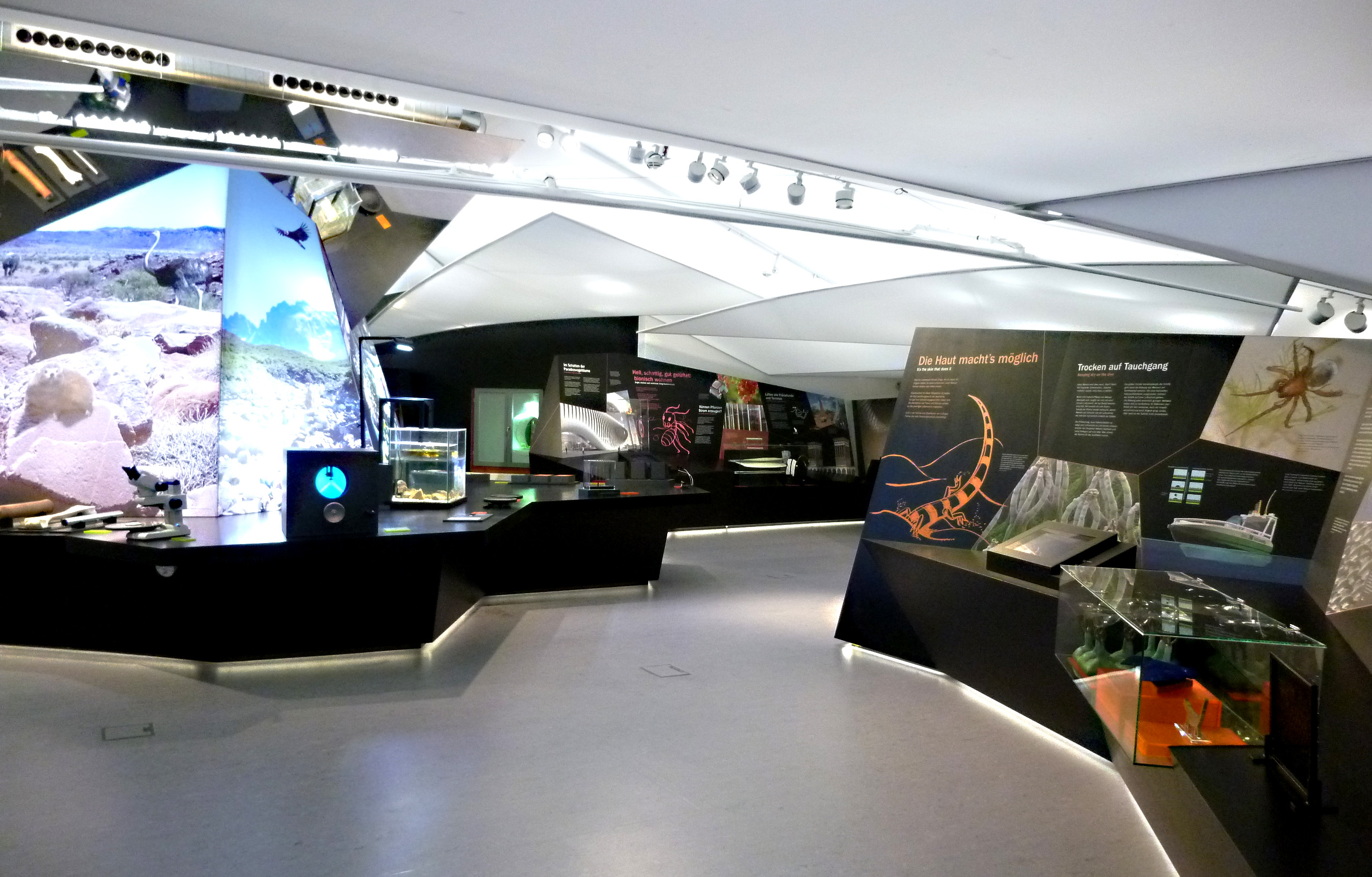
Innenansicht des Bionicums

Die Ausstellung des Bionicums ist ein Informations- und Bildungszentrum im Tiergarten Nürnberg.
Die interaktive Ausstellung über die Bandbreite der Bionik gibt es seit Juli 2014. Die Besucher werden durch Originalexponate, Experimente und Hintergrundinformationen über technische Innovation nach dem Vorbild der Natur informiert. Die Ausstellungsfläche beträgt ca. 400 m². Ein „bionischer Rundgang“ greift das Thema Bionik ergänzend an verschiedenen Gehegen im Tiergarten auf, zum Teil mit Experimenten zum Ausprobieren. Seit 2018 ergänzt ein bionischer Garten die Ausstellung mit pflanzlichen Vorbildern wie Klette, Schachtelhalm und Kapuzinerkresse.
Mit seinem umfassenden pädagogischen Angebot ist das Bionicum der erste außerschulische Lernort zur Bionik in Bayern. Das museumspädagogische Angebot erstreckt sich von interaktiven Führungen über Forschungsbögen bis hin zu Lehrerfortbildungen.
Von Oktober 2024 bis Februar 2025 war das Bionicum wegen Renovierung geschlossen.

## Sonderausstellungen
Jährlich bietet das Bionicum eine neue Sonderausstellung zu einem bestimmten Themenbereich an.
- 2014/15: Bionicum Forschung
- 2015/16: Artenreich Natur zum Thema Biodiversität
- 2016/17: Natur trifft Architektur zum Thema Baubionik
- 2017/18: Sprachlos – von wegen zum Thema Tierische Kommunikation und Sensorik, siehe unter Zoosemiotik
- 2018–20: Ganz schön eklig zum Thema Ekel
- 2021/22: Bionik to the Future zum Projektverbund BayBionik

## Forschungsprojekte
In Kooperation mit der Universität Erlangen-Nürnberg und der TH Nürnberg befasste sich von 2012 bis 2019 die Forschung am Bionicum vor allem mit Materialkunde, Mechatronik, Optik, Informatik, Modellierung und der Konstruktion zur Entwicklung bionischer Technologien.
Seit 2019 gibt es den Projektverbund BayBionik. Hier forschen mehrere bayerische Hochschulen an verschiedenen bionischen Anwendungen. Das Bionicum übernimmt den Bildungs- und Vermittlungsbereich für den Projektverbund.

## App
In der App Bionik2Future wird die BayBionik-Forschung spielerisch vermittelt. Die User reisen in das Jahr 2050 und lernen die möglichen Einsatzbereiche der Technologien, die gerade entwickelt werden, in der Zukunft kennen.